# Alberto Denegri
Alberto Luis Denegri (ur. 7 sierpnia 1906 w Limie, zm. 18 maja 1973 tamże) – peruwiański piłkarz i trener, reprezentant kraju, grający na pozycji pomocnika.

## Kariera piłkarska
Denegri od 1924 do 1936 występował w Universitario de Deportes. Pomógł drużynie w zdobyciu mistrzostwa Primera División Peruana w 1929 oraz w 1934.
Denegri wziął udział w Copa América 1929, na którym to zagrał w spotkaniach z Urugwajem i Paragwajem. 
W 1930 został powołany przez trenera Francisco Bru na Mistrzostwa Świata. Podczas tego turnieju wystąpił w spotkaniach z Rumunią i Urugwajem. Pięć lat później znalazł się w kadrze na rozgrywany w Peru turniej Copa América 1935. Podczas mistrzostw wystąpił w trzech meczach z Argentyną, Urugwajem i Chile. Drużyna Peru zakończyła turniej w roli gospodarza na 3. miejscu. 
Łącznie w latach 1929–1935 wystąpił w siedmiu spotkaniach reprezentacji Peru. 
| Mecze i gole w reprezentacji | Mecze i gole w reprezentacji | Mecze i gole w reprezentacji | Mecze i gole w reprezentacji | Mecze i gole w reprezentacji | Mecze i gole w reprezentacji | Mecze i gole w reprezentacji |
| #                            | Data                         | Miasto                       | Przeciwnik                   | Gol                          | Wynik                        | Rozgrywki                    |
| ---------------------------- | ---------------------------- | ---------------------------- | ---------------------------- | ---------------------------- | ---------------------------- | ---------------------------- |
| 1.                           | 11.11.1929                   | Buenos Aires                 | Urugwaj                      |                              | 1:4                          | Copa América 1929            |
| 2.                           | 16.11.1929                   | Buenos Aires                 | Paragwaj                     |                              | 0:5                          | Copa América 1929            |
| 3.                           | 14.07.1930                   | Montevideo                   | Rumunia                      |                              | 1:3                          | MŚ 1930                      |
| 4.                           | 18.07.1930                   | Montevideo                   | Urugwaj                      |                              | 0:1                          | MŚ 1930                      |
| 5.                           | 13.01.1935                   | Lima                         | Urugwaj                      |                              | 0:1                          | Copa América 1935            |
| 6.                           | 20.01.1935                   | Lima                         | Argentyna                    |                              | 1:4                          | Copa América 1935            |
| 7.                           | 26.01.1935                   | Lima                         | Chile                        |                              | 1:0                          | Copa América 1935            |

## Kariera trenerska
Denegri od razu po zakończeniu kariery piłkarskiej, został selekcjonerem reprezentacji Peru. Poprowadził drużynę na Igrzyskach Olimpijskich 1936 w Berlinie. 
Drużyna prowadzona przez Denegriego dotarła do ćwierćfinału turnieju, pokonując w pierwszej rundzie 7:3 Finlandię. Mecz ćwierćfinałowy z Austrią zakończył się wynikiem 2:2, jednak w powtórzonym meczu Austria zwyciężyła 2:0. 
Rok później udał się z drużyną na Copa América 1937, na którym Peru zajęło ostatnie, 6. miejsce. Po mistrzostwach kontynentu Denegri zakończył pracę z drużyną narodową Peru.

## Sukcesy
Peru
- Copa América (1): 1935 (3. miejsce)

Universitario de Deportes
- Mistrzostwo Primera División Peruana (2): 1929, 1934